# Francobolli del Regno d'Italia
I francobolli del Regno d'Italia sono tutti quelli emessi dalle Poste italiane dall'unificazione della Nazione avvenuta nel 1861 con la convocazione del primo parlamento italiano e fino all'avvento della Repubblica Italiana nel 1946. Possono quindi distinguersi 4 periodi in base al regnante di riferimento: Vittorio Emanuele II, Umberto I, Vittorio Emanuele III ed Umberto II. Durante i primi momenti dell'unificazione i francobolli in uso erano ancora quelli del Regno di Sardegna e la prima vera serie italiana è normalmente considerata la Prima emissione dentellata del 1862 che venne realizzata aggiungendo la dentellatura alla quarta emissione del Regno di Sardegna.

## Vittorio Emanuele II
- 1862 Prima emissione dentellata

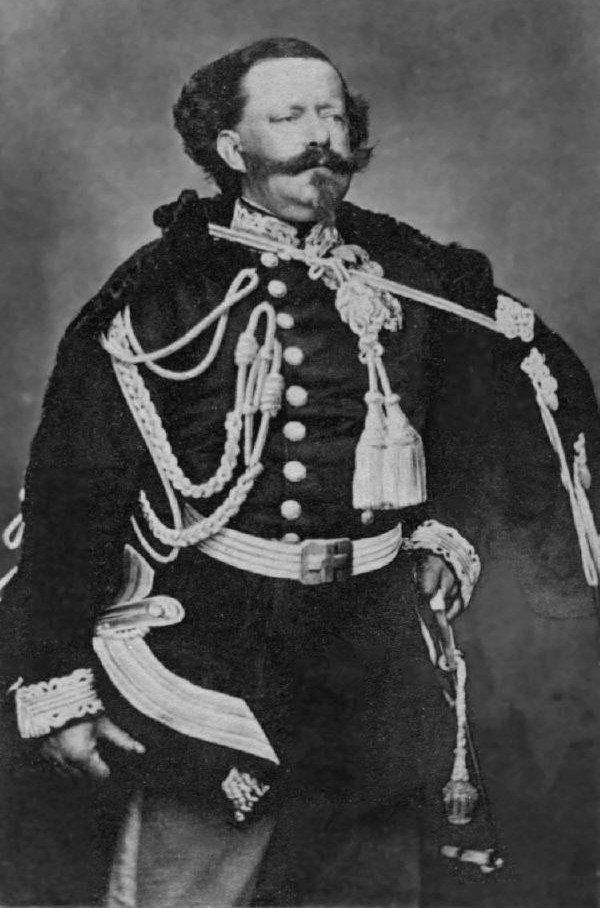
Vittorio Emanuele II

  - Stampa: per la cornice tipografica, effigie in rilievo Fogli: da 50 esemplari Dentellatura: detta “traforatura” a pettine 11 ½ x 12 Gomma: trasparente, liscia o screpolata Disegnatore: disegno e stampa di Francesco Matraire, effigie in rilievo di Giuseppe Ferraris Validità: 28 febbraio 1863 per il valore da 20 c. - 31 dicembre 1863 altri Tiratura: la tiratura non è nota, Facciali: 10 c. bistro - 20 c. indaco - 40 c. rosa - 80 c. arancio
- 1º maggio 1862 Francobolli per le stampe
  - Stampa: tipografica per la cornice, in rilievo per la cifra o la testina Fogli: da 100 esemplari Dentellatura: assente Gomma: trasparente, liscia Disegnatore: disegno e stampa di Francesco Matraire, effigie in rilievo di Giuseppe Ferraris Validità: 31 dicembre 1863 Tiratura: la tiratura non è nota Facciali: 2 c. giallo
- 1º gennaio 1863 Effigie di Vittorio Emanuele II in rilievo da 15 c.
  - Stampa: litografica Fogli: da 50 esemplari Dentellatura: assente Gomma: trasparente, liscia Disegnatore: incisore per la cornice Francesco Matraire, effigie in rilievo di Giuseppe Ferraris. Validità: 31 dicembre 1863 Tiratura: 10.500.000 esemplari Facciali: 15 c. blu
- 1º gennaio 1863 Segnatasse con la Cifra in Ovale
  - Stampa: litografica Fogli: da 200 esemplari. Dentellatura: assente Disegnatore: Francesco Matraire Validità: ad esaurimento Tiratura: sconosciuta Facciali: 10 c.
- 10 febbraio 1863 15 centesimi litografico
  - Stampa: litografica Fogli: 200 esemplari. Dentellatura: assente Filigrana: assente Gomma: trasparente, liscia o screpolata. Disegnatore: Francesco Matraire Validità: 31 dicembre 1863 Tiratura: 8.500.000 Facciali: 15 c.
- 1º dicembre 1863 Prima serie definitiva (De La Rue)
  - Stampa: tipografica Fogli: 400 esemplari per gruppi di 100 Dentellatura: 14 a pettine Filigrana: corona Gomma: trasparente, liscia e brillante per le tirature eseguite a Londra – Spessa e giallastra per le tirature di Torino. Disegnatore: Leonard C. Wyon Incisore: Jean F. Joubert Validità: 10 c. ocra 31 agosto 1877 – 1 e 2 c. 30 giugno 1898 – 5, 15 c. e 2 £ 31 dicembre 1889 Tiratura: la questione delle tirature di questa serie è molto dibattuta e dal 1873 sono disponibili solo le quantità complessivamente venduti dagli uffici postali. Facciali: 1 c. verde - 2 c. rosso - 5 c. verde - 10 c. ocra - 15 c. celeste - 30 c. bruno - 40 c. rosa - 60 c. lilla - 2 £ scarlatto
- 1º gennaio 1865 Soprastampa ferro di cavallo
  - Stampa e soprastampa: tipografica Fogli: 100 esemplari per 4 Dentellatura: 14 a pettine Filigrana: corona Gomma: trasparente e uniforme Disegnatore: Leonard C. Wyon Incisore: Jean F. Joubert Facciali: 20 c. celeste
- 10 aprile 1867 Vittorio Riquadrato 
  - Stampa: tipografica eseguita prima a Londra e poi a Torino Fogli: 100 esemplari per 4 Dentellatura: 14 a pettine Filigrana: corona Gomma: trasparente Disegnatore e Incisore: Lodovico Bigola Validità: 31 agosto 1877 Tiratura: 522.501.000 esemplari Facciali: 20 c. azzurro
- 1º marzo 1869 Segnatasse con Cifra in Ovale II Emissione
  - Stampa: tipografica Fogli: 100 esemplari Dentellatura: 14 a pettine Filigrana: corona Disegnatore e Incisore: Lodovico Bigola Validità: fino ad esaurimento Facciali: 10 c. arancio
- 1º gennaio 1870 Segnatasse con Cifra in Ovale III Emissione
  - Stampa: tipografica Fogli: 100 esemplari x 2 Dentellatura: 14 a pettine Filigrana: corona Gomma: bianca e brillante o giallastra Validità: 1 c. e 2 c. 8 luglio 1890, 5 e 10 £ 30 giugno 1911 gli altri fino a esaurimento Facciali: 1 c. arancio e carminio - 2 c. arancio e carminio - 5 c. arancio e carminio - 20 c. arancio e carminio - 30 c. arancio e carminio - 40 c. arancio e carminio - 50 c. arancio e carminio - 60 c. arancio e carminio - 1 £ azzurro e bruno - 2 £ azzurro e bruno - 5 £ azzurro e bruno - 10 £ azzurro e bruno
- 1º gennaio 1874 Marca per Libretti di ricognizione postale
  - Stampa: tipografica Fogli: 100 esemplari x 2 Dentellatura: 14 o 15 a pettine Filigrana: scudo sabaudo Disegnatore e Incisore: Lodovico Bigola Validità: 31 luglio 1889 Tiratura: sconosciuta Facciali: 10 c. ocra
- 1º gennaio 1875 Francobolli per il Servizio di Stato
  - Stampa: tipografica Fogli: 100 esemplari x 4 Dentellatura: 14 a pettine Filigrana: corona Validità: 31 dicembre 1876 Tiratura: sconosciuta Facciali: 2 c. lacca - 5 c. lacca - 20 c. lacca - 30 c. lacca - 1£ lacca - 2 £ lacca - 5 £ lacca - 10 £ lacca
- 1º agosto 1877 Tipi De La Rue con cambio di colore
  - Stampa: tipografica Fogli: 100 esemplari x 4 Dentellatura: 14 a pettine Filigrana: corona Gomma: trasparente Validità: 31 dicembre 1889 Tiratura: 10 c. azzurro 40.363.600 – 20 c. arancio 105.467.200
- 1º gennaio 1878 Francobolli di Servizio soprastampati
  - Stampa e soprastampa: tipografica Fogli: 100 esemplari x 4 Dentellatura: 14 a pettine Filigrana: corona Gomma: giallastra Validità: 30 giugno 1898 Tiratura: sconosciuta Facciali: 2 c. su 2 lacca - 2 c. su 5 c. lacca - 2 c. su 20 c. lacca - 2 c. su 30 c. lacca - 2 c. su 1£ lacca - 2 c. su 2 £ lacca - 2 c. su 5 £ lacca - 2 c. su 10 £ lacca

## Umberto I

Umberto I

- 15 agosto 1879 Prima serie di Umberto
  - Stampa: tipografica Fogli: 100 esemplari x 4 Filigrana: a corona Dentellatura: 14 a pettine Incisori: Lodovico Bigola ed Enrico Repettati Validità: per i valori da 5, 30, 50 centesimi ed 1 Lira 31 dicembre 1889 gli altri 30 giugno 1902 Tiratura: la tiratura non è nota Facciali: 5 c. verde - 10 c. rosa - 20 c. giallo - 25 c. azzurro - 30 c. bruno - 50 c. violetto - 2 lire vermiglio
- 1º gennaio 1884 Segnatasse in alti valori
  - Stampa: tipografica Fogli: 60 esemplari x 2 Filigrana: a corona Dentellatura: 14 a pettine Validità:31 dicembre 1890Tiratura: la tiratura non è nota Facciali: 50 lire verde - 100 lire rosa carminio
- 1º luglio 1884 Pacchi postali
  - Stampa: tipografica Fogli: 50 esemplari x 4 Filigrana: a corona Dentellatura: 14 a pettine Validità:1º agosto 1886Tiratura: la tiratura non è nota Facciali: 10 c. verde - 20 c. azzurro - 50 c. rosa - 75 c. verde - 1,25 lire giallo - 1,75 lire bruno
- 1º agosto 1889 Seconda serie di Umberto
  - Stampa: tipografica Fogli: 100 esemplari x 4 Filigrana: a corona Dentellatura: 14 a pettine Incisori: Lodovico Bigola ed Enrico Repettati Validità: per i valori da 5 lire 30 giugno 1891 gli altri 30 settembre 1902 Tiratura: la tiratura non è nota Facciali: 5 c. verde - 40 c. bruno - 45 c. oliva - 60 c. violetto - 1 L. bruno e giallo - 5 Lire verde e carminio
- 1º giugno 1890 Soprastampati
  - Stampa e soprastampa: tipografica Fogli: 100 esemplari x 4 Filigrana: a corona Dentellatura: 14 a pettine Incisori: Lodovico Bigola ed Enrico Repettati Validità: 31 dicembre 1891 Tiratura: 1.205.000 serie Facciali: 2 c. su 5 verde - 20 c. su 30 c. bruno - 20 c. su 50 c. violetto
- 1º ottobre 1890 Segnatasse con mascherine
  - Stampa e soprastampa: tipografica Fogli: 100 esemplari x 4 Filigrana: a corona Dentellatura: 14 a pettine Validità: ad esaurimento Tiratura: 1.205.000 serie Facciali: 10 c. su 2 - 20 c. su 1 - 30 c. su 2
- 1º dicembre 1890 Valevoli per le stampe
  - Stampa e soprastampa: tipografica Fogli: 50 esemplari x 4 Filigrana: a corona Dentellatura: 14 a pettine Incisori: Lodovico Bigola ed Enrico Repettati Validità: 31 dicembre 1891 Tiratura: sconosciuta Facciali: 2 c. su 10 oliva - 2 c. su 20 c. azzurro - 2 c. su 50 carminio - 2 c. su 75 verde - 2 c. su 1,25 L. arancio - 2 c. su 1,75 L. bruno
- 1891 serie non emessa di Umberto I
  - Stampa: tipografica Fogli: 50 esemplari x 4 Filigrana: a corona Dentellatura: 14 a pettine Incisori: Lodovico Bigola Facciali: 2 c. bruno - 10 c. rosso - 20 c. arancio - 25 c. azzurro
- 1º maggio 1891 Terza serie di Umberto
  - Stampa: tipografica Fogli: 100 esemplari x 4 Filigrana: a corona Dentellatura: 14 a pettine Incisori: Lodovico Bigola ed Enrico Repettati Validità: 30 giugno 1902 Tiratura: sconosciuta Facciali: 1 c. bruno - 2 c. bruno - 5 c. verde - 5 c. verde solo cifre - 10 c. rosa - 20 c. giallo - 25 c. azzurro - 45 c. oliva - 5 L. rosa e azzurro
- 1892 Segnatasse con valori in carminio
  - Stampa: tipografica Fogli: 100 esemplari x 4 Filigrana: a corona Dentellatura: 14 a pettine Validità: ad esaurimento Tiratura: la tiratura non è nota Facciali: 1 lira azzurro e carminio - 2 lire azzurro e carminio - 5 lire azzurro e carminio - 10 lire azzurro e carminio
- 1893 Nozze d'argento di Umberto I
  - Stampa: tipografica Fogli: 100 esemplari Filigrana: a scudo sabaudo Dentellatura: 14 a pettine Validità: non emesso Tiratura: la tiratura non è nota Facciali: 20 c. rosso e bruno

## Vittorio Emanuele III

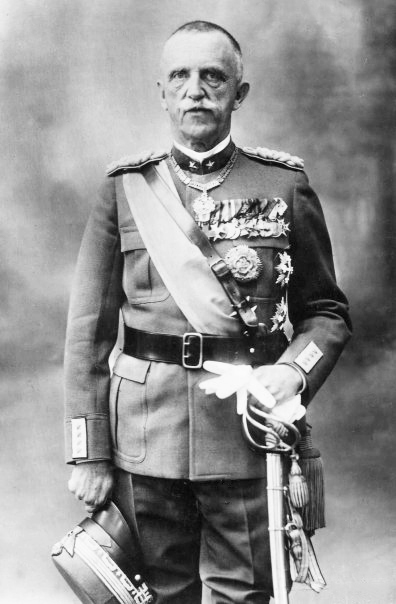
Vittorio Emanuele III

- 1º luglio 1901 Serie Floreale 1901
- 1º giugno 1903 Espresso per l'interno
- 1º luglio 1903 Segnatasse in alti valori
- 1º settembre 1905 Floreale soprastampato
- 20 marzo 1906 Michetti a destra
- ottobre 1906 Tipo Leoni
- 1º gennaio 1908 Michetti a sinistra
- 1º settembre 1908 Espresso per l'estero
- 1º giugno 1909 Secondo Michetti a destra
- 15 aprile 1910 Effigie di Giuseppe Garibaldi
- 1º novembre 1910 10 Lire Floreale
- 1º maggio 1911 Cinquantenario dell'Unità d'Italia
- ottobre 1911 Terzo Michetti a destra
- 25 aprile 1912 Campanile di San Marco
- 1º marzo 1913 Cinquantenario dell'Unità d'Italia soprastampati
- aprile 1913 Prima emissione di Posta pneumatica
- 1º luglio 1913 Prima emissione di servizio commissioni
- 16 luglio 1914 Pacchi postali nodo Savoia
- 20 novembre 1915 Pro Croce Rossa 1915
- 11 gennaio 1916 Quarto Michetti a destra
- 8 dicembre 1916 Michetti da 20 c. arancio
- 1917 Tipi del 1906-08 in stampa tipografica (5 valori)
- 20 maggio 1917 Prima emissione di Posta Aerea esperimento Torino-Roma-Torino
- 27 giugno 1917 Posta aerea esperimento Napoli-Palermo-Napoli
- novembre 1917 Espresso per l'interno
- maggio 1920 Espresso per l'interno
- 5 giugno 1921 Annessione della Venezia Giulia
- gennaio 1921 Prima emissione BLP
- 28 settembre 1921 VI centenario della morte di Dante Alighieri
- settembre 1921 Posta pneumatica II emissione
- ottobre 1921 Espresso per l'estero soprastampato
- 1º novembre 1921 Anniversario della Vittoria di Vittorio Veneto[1][2][3][4][5][6]
- 9 gennaio 1922 Espresso per l'Interno soprastampato
- 4 giugno 1922 Congresso filatelico
- 20 settembre 1922 Cinquantenario della morte di Giuseppe Mazzini
- ottobre 1922 Nuovo espresso per l'interno
- 1922 Espresso non emesso per l'estero
- settembre 1922 BLP seconda emissione
- 11 giugno 1923 Propaganda FIDE
- 1923 BLP III emissione
- 23 luglio 1923 Valori del 1901 soprastampati
- 24 ottobre 1923 Anniversario della Marcia su Roma
- 29 ottobre 1923 Milizia Volontaria per la Sicurezza Nazionale
- novembre 1923 Tipi della serie floreale
- 19 dicembre 1923 Cinquantenario della morte di Manzoni
- ottobre 1923 Pacchi postali soprastampati
- 16 febbraio 1924 Crociera Italiana 1924
- 2 gennaio 1924 Vittoria soprastampati
- 1924 Emissioni per gli Enti Semistatali
- marzo 1924 Posta pneumatica serie soprastampata
- maggio 1924 Espressi soprastampati
- 1º luglio 1924 Segnatasse per vaglia
- febbraio 1925 Espressi in nuovi valori
- 24 dicembre 1924 Anno santo
- gennaio 1924/1925 Soprastampati
- novembre 1924 Francobolli pubblicitari
- gennaio 1925 Giubileo del Re
- 30 aprile 1925 Servizio commissioni soprastampati
- luglio 1925 Segnatasse da 60 centesimi
- ottobre 1925 Posta pneumatica III emissione
- 30 gennaio 1926 San Francesco
- 26 ottobre 1926 Prima milizia
- 1º aprile 1926 Prima serie di posta aerea
- 16 settembre 1927 Soprastampati per posta aerea
- marzo 1927 Centenario della morte di Alessandro Volta
- 9 aprile 1927 Nuova effigie del Re e tipi Parmeggiani
- aprile 1927 Pacchi postali con fascetti
- 22 giugno 1927 Posta pneumatica soprastampati
- 13 ottobre 1927 Posta pneumatica tipo Leoni
- 1º marzo 1928 Seconda Milizia
- 1º luglio 1928 Recapito autorizzato
- 4 agosto 1928 Emanuele Filiberto
- 4 gennaio 1929 50º anniversario di Vittorio Emanuele II
- 4 marzo 1929 seconda milizia in colori differenti
- 21 aprile 1929 Serie Imperiale
- 1º agosto 1929 Montecassino
- 7 gennaio 1930 Recapito autorizzato con nuovo stemma
- 8 gennaio 1930 Nozze del principe Umberto II
- 12 marzo 1930 Serie artistica per la posta aerea
- 1º luglio 1930 Terza Milizia
- 10 luglio 1931 Ferrucci
- 21 ottobre 1930 Virgilio
- dicembre 1930 Prima Crociera Transatlantica
- 9 marzo 1931 VII Centenario della morte di Sant'Antonio da Padova
- 29 novembre 1931 Cinquantenario della Regia Accademia Navale di Livorno
- 14 marzo 1932 Pro società Dante Alighieri
- 6 aprile 1932 Cinquantenario della morte di Garibaldi
- 2 settembre 1932 Nuova serie per espresso
- 27 ottobre 1932 Decennale della Marcia su Roma
- 21 gennaio 1933 Aeroespressi
- 29 marzo 1933 Nuovo tipo per posta pneumatica
- 24 aprile 1933 Crociera Zeppelin
- 20 maggio 1933 Trittico della crociera nord-atlantica
- 16 agosto 1933 Universiadi
- 23 ottobre 1933 Anno santo
- 18 gennaio 1934 Roma-Buenos Aires
- 3 febbraio 1934 Segnatasse stemma con fasci
- 12 marzo 1934 Fiume
- 23 maggio 1934 Antonio Pacinotti
- 24 maggio 1934 Mondiali di Calcio
- 16 agosto 1934 Luigi Galvani
- 6 settembre 1934 Centenario delle Medaglie
- 5 novembre 1934 Roma-Mogadiscio
- 23 aprile 1935 Littoriali della cultura e dell'arte
- 1º luglio 1935 Quarta Milizia
- 1º ottobre 1935 Salone aeronautico
- 15 ottobre 1935 Vincenzo Bellini
- 23 marzo 1936 Fiera di Milano
- 1º luglio 1937 Bimillenario di Orazio
- 28 giugno 1937 Colonie estive
- 23 settembre 1937 bimillenario di Augusto
- 25 ottobre 1937 Uomini illustri
- 24 gennaio 1938 Guglielmo Marconi
- 28 ottobre 1938 Proclamazione dell'Impero
- 15 dicembre 1939 Centenario delle Ferrovie Italiane
- 30 gennaio 1941 Fratellanza d'armi Italo-Tedesca
- 13 dicembre 1941 Tito Livio
- 14 agosto 1942 Propaganda di guerra
- 28 settembre 1942 Galileo Galilei
- 23 novembre 1942 150º anniversario della nascita di Gioacchino Rossini
- 3 aprile 1943 Soprastampati per la Posta Militare
- 1943 Emissione del Governo Italiano a Bari
- 1943 Non emessi per la propaganda di Guerra
- dicembre 1943 Emissione della Lupa

## Umberto II
- gennaio 1944 Imperiale con fasci

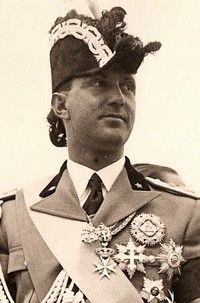
Umberto II

- novembre 1944 Imperiale senza fasci
- aprile 1945 Imperiale senza fasci e senza filigrana
- marzo 1945 Imperiale soprastampato
- 2 maggio 1945 soprastampati della R.S.I.
- maggio 1945 Prima emissione di Novara
- giugno 1945 Seconda emissione di Novara
- maggio/agosto 1945 Imperiale senza fasci seconda emissione
- aprile 1945 Segnatasse senza fasci
- maggio 1945 Recapito autorizzato senza fasci
- agosto 1945 Pacchi postali con fascetti cancellati
- agosto 1945 espresso per l'interno
- agosto 1945 Recapito autorizzato senza fasci
- 22 ottobre 1945 Posta pneumatica senza fasci
- 13 novembre 1945 Segnatasse senza fasci seconda emissione
- 10 maggio 1946 Pacchi postali senza fasci

## Colonie

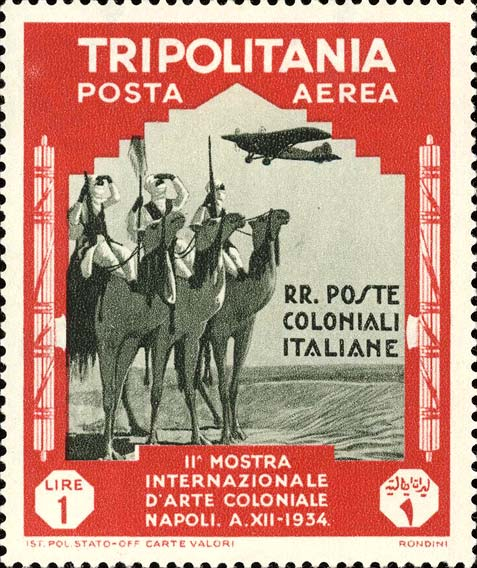
Un francobollo delle Regie Poste Coloniali del 1934 commemorativo della II Mostra Internazionale di Arte Coloniale a Napoli

Vennero fatte anche molte emissioni apposite per le colonie italiane, sia ordinarie che commemorative; alcune furono estensioni delle emissioni italiane mentre altre non trovarono rispondenza in quelle della poste metropolitane. Le emissioni africane esibivano i valori in cifre occidentali e in cifre arabe.
Ebbero propri francobolli i seguenti paesi:
- Africa Orientale Italiana
- Castelrosso
- Cirenaica
- Isole Italiane dell'Egeo
- Giri Coloniali
- Eritrea
- Etiopia
- Libia
- Oltre Giuba
- Saseno
- Somalia
- Tripolitania

### Occupazioni italiane
Oltre alle colonie, si realizzarono pure i francobolli delle occupazioni. Tuttavia, non sempre riportavano esplicitamente il nome del territorio. Furono prodotte varie emissioni, fra i territori annessi all'Italia, già dopo la prima guerra mondiale. Si ricordano così i valori destinati a:
- Trentino
- Venezia Giulia
- Dalmazia

Discorso a parte sono le emissioni destinate alle sole città di Trento e Trieste (avevano una sovrastampa in centesimi di corona). A seguire ci furono tutte le occupazioni italiane di territori stranieri che ebbero proprie emissioni:
- Albania
- Corfù
- Isole Jonie
- Cefalonia e Itaca
- Zante
- Lubiana
- Fiumano Kupa
- Montenegro

### Occupazioni straniere
Nel novero delle produzioni filateliche possono rientrare anche le occupazioni straniere di territori italiani, anche all'interno delle colonie italiane:
- AMG (Venezia Giulia)
- Occupazione austriaca (1918, sovrastampati in italiano su serie emesse dall'Impero austro-ungarico)
- Occupazione croata (1944, riconoscibili dalla sovrastampa N.D. Hrvatska)
- Occupazione jugoslava (dell'Istria e del Litorale Sloveno)
- Occupazione tedesca (dell'Egeo)
- Corpo polacco (1946)
- Occupazione inglese delle colonie (due tirature denominate "del Cairo" e "di Nairobi" con valori soprastampati M.E.F. distribuiti in Somalia)
- Occupazione francese
- Occupazione greca
- Occupazione anglo-americana della Sicilia e di Napoli (la serie Allied Military Postage, detta serie AMGOT)